# Delegazione di Hassi El Ferid
Hassi El Ferid  (حاسي الفريد) è una delegazione tunisina rurale facente parte del Governatorato di Kasserine situata a sud del capoluogo del governatorato.
Nel 2014 (dati del censimento) la delegazione contava 19.400 abitanti.
Il suo capoluogo è Hassi El Ferid, che nel 2015 divenne municipalità. Sede del comune è nella località omonima.
È classificata come la delegazione con il più basso indicatore di sviluppo regionale a livello nazionale

## Suddivisione amministrative
La delegazione è suddivisa in 5 settori (imada): 
- Hassi El Ferid (حاسي الفريد) con 5.328 abitanti al censimento 2014
- El Hechim (الهشيم) con 1.637 abitanti al censimento 2014
- Khanguet Jezia (خنقة الجازية) con 2.414 abitanti al censimento 2014
- Essalloum (السلوم) con 2.484 abitanti al censimento 2014
- El Kamour (الكامور) con 7.537 abitanti al censimento 2014

## Geografia
Il capoluogo è situato su un altipiano a circa 600-700 mslm, delimitato a nord da montagne alte 1300 mslm e a sud da montagne alte 900-1000 mlslm. I principali monti sono 
Djebel Ettouila a ovest,
Djebel Selloum (1314 mslm) a nord-ovest,
Djebel el Koumine a nord-est,
Djebel el Kharroub a est,
Djebel Sidi Ali Ben Aoun (816 mslm) a sud-est
e Djebel Sidi Aïch (1.029 mslm) a sud.
Le principali località vicine sono: a ovest Feriana (تالة) e Thélepte (ثليفت) distanti circa 40 km stradali; a nord Kasserine e Sbeitla anch'esse entrambe a circa 40 km stradali dal capoluogo di delegazione;
a est  Bir El Hafey (بئر الحفي), Sidi Ali Ben Aoun (سيدي علي بن عون) e Sidi Bouzid (سيدي بوزيد) distanti su strada i primi circa 30 e Sidi Bouzid 60 km; a sud Gafsa (قفصة), capoluogo dell'omonimo governatorato dista  circa 90 km stradali.
Il clima è arido.

## Popolazione
La popolazione della delegazione (complessivamente 19.400 abitanti al censimento 2014) è composta da 9.925 uomini e 9.475 donne,  formanti 3.746 famiglie e residenti in 4.288 abitazioni. La popolazione è molto giovane in quanto il 45% dei residenti ha meno di 20 anni e il 7,3% 60 o più anni.
È tra le delegazioni con il più alto tasso di analfabetismo (nel 2014 lo era il 55% tra la popolazione con 10 anni o più) e tra quelle con le più basse percentuali di famiglie che hanno l'acqua di rubinetto (33%).
Gli abitanti lavorano principalmente nell'agricoltura (63% nel 2014).

## Altre letture
- Najla Ben Fathallah, projet de développement hassi el ferid, 21 maggio 2016
- Un video con paesaggio nei pressi di Hassi El Ferid: Excursion Hassi El Ferid YouTube